# ۱۵۷۵ (میلادی)
۱۵۷۵ (میلادی) هزار و پانصد و هفتاد و پنجمین سال تقویم میلادی است.

## رویدادها
زلزله ی بالدیبیا، شیلی (در آن زمان بخشی از امپراطوری اسپانیا) در ۱۶ دسامبر

## زادگان
- ۵ مارس – ویلیام اوترد، ریاضی‌دان بریتانیایی (د. ۱۶۶۰)

## درگذشتگان
- ۲۵ سپتامبر – آساکورا کاگه‌تاکه، سامورایی اهل ژاپن (ز. ۱۵۳۶)